# Pokušaj vojnog udara u Turskoj (srpanj 2016.)
Dana 15. srpnja 2016. godine došlo je do pokušaja vojnog udara u Turskoj. Vojni udar nije uspio, a izveden je od strane male frakcije unutar turskih oružanih snaga. Frakcija je pokušala nasilno uspostaviti kontrolu na nekoliko ključnih lokacija i institucija u Ankari, Istanbulu i drugim gradovima koji su pod kontrolom vlade i predsjednika Recep Tayyip Erdoğana.
Tijekom udara poginulo je najmanje 312 ljudi, a ranjeno ih je oko 1.500. Mnoge zgrade su uništene ili ozbiljno oštećene (zgrada parlamenta, predsjednička zgrada i sl.). Došlo je do masovnih uhićenja (preko 9.000 ljudi, uključujući vojne službenike, policajce, pravosudne službenike i sl.). Također, uhićeno je preko 2.500 sudaca (razlozi njihovog uhićenja još uvijek nisu poznati). Preko 21.000 prosvjetnih radnika suspendirano je i udaljeno s radnih mjesta (uglavnom učitelji iz privatnih škola) pod optužbama da su podržavali čelne ljude udara.
Ovaj akt je doživio oštre osude međunarodne zajednice, prvenstveno Europske unije, NATO saveza i SAD-a. Ove iste države i organizacije otvoreno su podržale Erdoğanovu vladu i demokraciju unutar Turske.